# レスター賞
レスター賞（Lesters）は、イギリスの騎手に贈られる賞。賞には1954年から1992年の間、11度のイギリス平地競走最多勝利騎手に輝き、30のクラシックレースを勝利したレスター・ピゴットの名が冠されている。1990年に始まり、前年度中に優秀な成績を収めた平地競走、障害競走の騎手が表彰される。 
毎年1月に授賞式が行われていたが、2008年から聖木曜日の開催に、2010年には2月下旬の開催に移行した。後者は20周年記念開催となり、シャドウェルが協賛した。
| Flat Jockey of the Year - 1990 – パット・エデリー - 1991 – パット・エデリー - 1992 – マイケル・ロバーツ - 1993 – ランフランコ・デットーリ - 1994 – ランフランコ・デットーリ - 1995 – ランフランコ・デットーリ - 1996 – パット・エデリー / ランフランコ・デットーリ (同票) - 1997 – キーレン・ファロン - 1998 – キーレン・ファロン - 1999 – キーレン・ファロン - 2000 – ケヴィン・ダーレイ - 2001 – キーレン・ファロン - 2002 – キーレン・ファロン - 2003 – キーレン・ファロン - 2004 – ランフランコ・デットーリ - 2005 – ジェイミー・スペンサー - 2006 – ライアン・ムーア - 2007 – ジェイミー・スペンサー - 2008 – ライアン・ムーア - 2009 – ライアン・ムーア - 2010 – Paul Hanagan - 2011 – Paul Hanagan - 2012 – Richard Hughes - 2013 – Richard Hughes - 2014 – ライアン・ムーア - 2015 – シルヴェスタ・デソウサ - 2016 – Jim Crowley - 2017 – Silvestre De Sousa - 2018 – オイシン・マーフィー - 2019 – オイシン・マーフィー - 2020 – ホリー・ドイル - 2021 – ウィリアム・ビュイック - 2022 – ウィリアム・ビュイック - 2023 – ウィリアム・ビュイック | Jump Jockey of the Year - 1990 – リチャード・ダンウッディ - 1991 – ピーター・ニーヴン - 1992 – リチャード・ダンウッディ - 1993 – リチャード・ダンウッディ - 1994 – リチャード・ダンウッディ - 1995 – リチャード・ダンウッディ - 1996 – トニー・マッコイ - 1997 – トニー・マッコイ - 1998 – トニー・マッコイ - 1999 – トニー・マッコイ - 2000 – トニー・マッコイ - 2001 – トニー・マッコイ - 2002 – トニー・マッコイ - 2003 – トニー・マッコイ - 2004 – トニー・マッコイ - 2005 – ティミー・マーフィ - 2006 – トニー・マッコイ - 2007 – トニー・マッコイ - 2008 – トニー・マッコイ - 2009 – トニー・マッコイ - 2010 – トニー・マッコイ - 2011 – トニー・マッコイ - 2012 – トニー・マッコイ - 2013 – トニー・マッコイ - 2014 – トニー・マッコイ - 2015 – トニー・マッコイ - 2016 – Richard Johnson - 2017 – Richard Johnson - 2018 – Richard Johnson - 2019 – Richard Johnson - 2020 – Brian Hughes - 2021 – Harry Skelton - 2022 – Brian Hughes - 2023 – Brian Hughes |

| Apprentice Jockey of the Year - 1990 – ジミー・フォーチュン - 1991 – ダリル・ホランド - 1992 – デイヴィッド・ハリソン - 1993 – ジェイソン・ウェーヴァー - 1994 – マイケル・フェントン - 1995 – セバスチャン・サンダース - 1996 – デイン・オニール - 1997 – ロイストン・フレンチ - 1998 – ニール・ポランド - 1999 – ロバート・ウィンストン - 2000 – リー・ニューマン - 2001 – キース・ダルグレイシュ - 2002 – ポール・ハナガン - 2003 – ライアン・ムーア - 2004 – トム・クウィリー - 2005 – ヘイリー・ターナー - 2006 – スティーヴン・ドノホー - 2007 – ウィリアム・ビュイック - 2008 – ウィリアム・ビュイック - 2009 – フレデリク・タイレツキー - 2010 – Martin Lane - 2011 – Martin Harley - 2012 – Amy Ryan - 2015 – トム・マーカンド - 2016 – Josephine Gordon - 2017 – Kieran Shoemark - 2018 – Jason Watson - 2019 – Cieren Fallon - 2020 – Cieren Fallon - 2021 – Marco Ghiani - 2022 – Benoit De La Sayette - 2023 – Billy Loughnane | Conditional Jockey of the Year - 1990 – デレク・バーン - 1991 – エイドリアン・マグワイア - 1992 – ミック・フィッツジェラルド - 1993 – ウォレン・マーストン - 1994 – トニー・ドビン - 1995 – トニー・マッコイ - 1996 – リチャード・ジョンソン - 1997 – バリー・フェントン - 1998 – ロバート・ソーントン - 1999 – ジョー・ティザード - 2000 – ノエル・フィーリー - 2001 – リアム・クーパー - 2002 – マーカス・フォリー - 2003 – マーカス・フォリー - 2004 – ジェイミー・ムーア - 2005 – パディ・ブレナン - 2006 – ウィリアム・ケネディ - 2007 – トム・オブライエン - 2008 – ブライアン・ヒューズ - 2009 – エイダン・コールマン - 2010 – Rhys Flint - 2011 – Sam Twiston-Davies - 2012 – Henry Brooke - 2015 – シーン・ボーウェン - 2016 – Craig Nichol - 2017 – Harry Cobden - 2018 – James Bowen - 2019 – Jonjo O'Neill jnr - 2020 – Jonjo O'Neill jnr - 2021 – Danny McMenamin - 2022 – Kevin Brogan - 2023 – Luca Morgan |

| Lady Jockey of the Year - 1990 – アレックス・グレーヴス - 1991 – アレックス・グレーヴス - 1992 – エマ・オゴーマン - 1993 – ダイアン・クレイ - 1994 – ダイアン・クレイ - 1995 – アレックス・グレーヴス - 1996 – ソフィー・ミッチェル - 1997 – アレックス・グレーヴス - 1998 – アレックス・グレーヴス - 1999 – ソフィー・ミッチェル - 2000 – ジョアンナ・バジャー - 2001 – ジョアンナ・バジャー - 2002 – ジョアンナ・バジャー - 2003 – リサ・ジョーンズ - 2004 – ヘイリー・ターナー - 2005 – ヘイリー・ターナー - 2006 – ヘイリー・ターナー - 2007 – ヘイリー・ターナー - 2008 – ヘイリー・ターナー - 2009 – ヘイリー・ターナー - 2010 – Cathy Gannon - 2011 – Cathy Gannon - 2012 – Lucy Alexander - 2015 – キャシー・ガノン - 2016 – Josephine Gordon - 2017 – Josephine Gordon - 2018 – Nicola Currie - 2019 – ホリー・ドイル - 2020 – ホリー・ドイル - 2021 – ホリー・ドイル | Jockey of the Year - 1990 – パット・エデリー - 1991 – アラン・ムンロ - 1992 – マイケル・ロバーツ - 1993 – エイドリアン・マグワイア - 1994 – ランフランコ・デットーリ - 1995 – ランフランコ・デットーリ - 1996 – ランフランコ・デットーリ - 1997 – トニー・マッコイ - 1997年を最後に表彰終了 Honorary Lester - 1996 – ピーター・オサリバン - 1997 – ウィリー・カーソン - 2000 – ジム・フォスター (JAGB会計官を30年務めた) - 2001 – マイケル・コーフィールド (JAGB会長) - 2016 – Anne Saunders - 2022 – ルーク・モリス Lifetime achievement award - 2008 – ミック・フィッツジェラルド |

| Chief Executive Award - 2007 – レグ・ホリンズヘッド | PJA Directors Award - 2008 – トニー・ドビン |

## 外国人騎手
International Jockey of the Year
- 2007 – ルビー・ウォルシュ
- 2008 – ルビー・ウォルシュ
- 2009 – マイケル・キネーン
- 2010 – ルビー・ウォルシュ

## 平地年間最優秀騎乗
Flat Ride of the Year
- 1998 – 7月30日、ダリル・ホランド（騎乗馬ダブルトリガー）のグッドウッドカップでの騎乗。
- 1999 – 10月2日、フランシス・ノートン（騎乗馬シーズアワメア）のカンブリッジシャーハンデキャップでの騎乗。
- 2000 – 5月10日、ゲイリー・バードウェル（騎乗馬バンガロー）のチェスターカップでの騎乗。
- 2001 – 6月21日、スティーヴ・ドローン（騎乗馬ハーモニックウェイ）のコークアンドオラリーステークスでの騎乗。
- 2002 – 5月25日、ダリル・ホランド（騎乗馬ジャストジェイムズ）のニューマーケット競馬場での騎乗。
- 2003 – 10月18日、マーティン・ドワイヤー（騎乗馬パージアンパンチ）のジョッキークラブカップでの騎乗。
- 2004 – 5月31日、ポール・マルレナン（騎乗馬ブルースピネイカー）のゼットランドゴールドカップでの騎乗。
- 2005 – 7月4日、トニー・カルヘイン（騎乗馬トスザケイダー）のマッセルバラ競馬場での騎乗。
- 2006 – 6月3日、マーティン・ドワイヤー（騎乗馬サーパーシー）のダービーステークスでの騎乗。
- 2007 – 10月13日、ポール・ハナガン（騎乗馬フォンシルロード）のヨーク競馬場での騎乗。
- 2008 – 5月7日、ジム・クロウリー（騎乗馬ブルワーク）のチェスターカップでの騎乗。
- 2009 – 11月6日、トム・クウィリー（騎乗馬ミッデイ）のブリーダーズカップ・フィリー&メアターフでの騎乗。
- 2010 – 9月17日、Paul Hanagan（騎乗馬Opening Nite）のエア競馬場での騎乗。
- 2011 – 4月13日、Paul Hanagan（騎乗馬Barefoot Lady）のネルグウィンステークスでの騎乗。
- 2012 – 5月6日、Michael O'Connell（騎乗馬Qubuh）のハミルトンパーク競馬場での騎乗。
- 2015 – 9月10日、David Nolan（騎乗馬Rex Imperator）のドンカスター競馬場での騎乗。
- 2016 – 10月1日、Robert Winston（騎乗馬Librisa Breeze）のアスコット競馬場での騎乗。
- 2017 – イボアフェスティバル、Callum Rodriguez（騎乗馬Nakeeta）のヨーク競馬場での騎乗。
- 2018 – 9月22日、Eoin Walsh（騎乗馬Storm Lightninge）のWolverhampton競馬場での騎乗。
- 2019 – 8月30日、Paul Hanagan（騎乗馬Dutch Decoy）のハミルトンパーク競馬場での騎乗。
- 2020 – 1月15日、Dylan Hogan（騎乗馬Wanaash）のWolverhampton競馬場での騎乗。
- 2021 – 9月10日、Ray Dawson (騎乗馬Marshal Dan）のサンダウン競馬場での騎乗。
- 2022 – 6月23日、Jonny Peate（騎乗馬Rocket Rod）のニューカッスル競馬場での騎乗。
- 2023 - 6月22日、トム・マーカンド（騎乗馬デザートヒーロー）のキングジョージ5世ステークスでの騎乗。

## 障害年間最優秀騎乗
Jump Ride of the Year
- 1998 – 3月18日、ブライアン・ハーディング（騎乗馬ワンマン）のクイーンマザーチャンピオンチェイスでの騎乗。
- 1999 – 3月18日、リチャード・ジョンソン（騎乗馬アンザム）のステイヤーズハードルでの騎乗。
- 2000 – 3月16日、トニー・ドビン（騎乗馬マスターターン）のヴィンセントオブライエンカントリーハードルでの騎乗。
- 2001 – 4月7日、リチャード・ゲスト（騎乗馬レッドマローダー）のグランドナショナルでの騎乗。
- 2002 – 12月21日、ロディ・グリーン（騎乗馬ジュランコンII）のアットエクセター競馬場での騎乗。
- 2003 – 11月22日、アンドリュー・ソーントン（騎乗馬キングスクリフ）のアスコット競馬場での騎乗。
- 2004 – 11月13日、ティミー・マーフィ（騎乗馬ストーメツ）のサーヴォコンピューターサーヴィストロフィーでの騎乗。
- 2005 – 3月17日、マッティ・バチェラー（騎乗馬キングヘラルド）のジューソンノヴィセズハンデキャップチェイスでの騎乗。
- 2006 – 4月18日、ヘンリー・オリヴァー（騎乗馬シッシングハーストストーム）のチェプストウ競馬場での騎乗。
- 2007 – 12月27日、アンドリュー・ソートン（騎乗馬ミコドボシュヌ）のウェルシュナショナルでの騎乗。
- 2008 – 3月14日、ロバート・ソーントン（騎乗馬ネニュファールコロンジュ）のアルバートバートレットノヴィセズハードルでの騎乗。
- 2009 – 3月10日、トニー・マッコイ（騎乗馬ウィチタラインマン）のウィリアムヒルトロフィーでの騎乗。
- 2010 – 11月19日、Matt Crawley（騎乗馬Lastroseofsummer）のMusselburgh競馬場での騎乗。
- 2011 – Maurice Linehan（騎乗馬Tarvini）のHuntingdon競馬場での騎乗。
- 2012 – 3月16日、トニー・マッコイ（騎乗馬Synchronised）のチェルトナムゴールドカップでの騎乗。
- 2015 – 4月25日、シーン・ボーウェン（騎乗馬Just A Par）のベット365ゴールドカップでの騎乗。
- 2016 – 2月9日、Colm McCormack（騎乗馬Fiddler's Flight）のセッジフィールド競馬場での騎乗。
- 2017 – 4月8日、Derek Fox（騎乗馬One For Arthur）のグランドナショナルでの騎乗。
- 2018 – 1月6日、James Bowen（騎乗馬Raz De Maree）のウェルシュグランドナショナルでの騎乗。
- 2019 – 8月22日、Matty Bachelor（騎乗馬Noble Glance）のFontwell競馬場での騎乗。
- 2020 – 2019年12月27日、Jack Tudor（騎乗馬Potters Corner）のウェルシュグランドナショナルでの騎乗。
- 2021 – 10月9日、 Sean Quinlan (騎乗馬For Jim）のHexham競馬場での騎乗。
- 2022 – 4月7日、Paddy Brennan（騎乗馬Knight Salute）のエイントリー競馬場での騎乗。
- 2023 - 3月14日、Derek Fox（騎乗馬Corach Rambler）のUltima Handicap Chaseでの騎乗。

| Flat Jockey Special Recognition Award - 1996 – ジミー・クィン - 1997 – ケヴィン・ダーレイ - 1998 – ジョージ・ダフィールド - 1999 – ジョージ・ダフィールド - 2000 – レイ・コクレーン - 2001 – ジョージ・ダフィールド - 2002 – パット・エデリー - 2003 – パット・エデリー - 2004 – ウィリー・ライアン - 2005 – ジョン・キャロル - 2006 – リチャード・クィン - 2007 – ケヴィン・ダーレイ - 2008 – デイル・ギブソン - 2009 – デイル・ギブソン - 2010 – Paul Hanagan - 2011 – Philip Robinson - 2012 – Michael Hills - 2015 – ジャック・ベリー - 2016 – Tom O'Ryan - 2017 – Jimmy Fortune - 2018 – George Baker - 2019 – Pat Smullen - 2020 – Hollie Doyle - 2021 – Joe Fanning - 2022 – Paul Mulrennan - 2023 - ポール・ハナガン | Jump Jockey Special Recognition Award - 1996 – アンドリュー・ソートン - 1997 – アンドリュー・ソートン - 1998 – サイモン・マクニール - 1999 – ゲイリー・ライオンズ - 2000 – ピーター・ニーヴン - 2001 – ウィリー・ウォシントン - 2002 – ブライアン・ストーリー - 2003 – ノーマン・ウィリアムソン - 2004 – ヴィンス・スラッテリー - 2005 – ジム・カロティ - 2006 – J.P・マクナマラ - 2007 – ラス・ガリティ - 2008 – ブライアン・ハーディング - 2009 – ジミー・マッカーシー - 2010 – Warren Marston - 2011 – Anna O'Brien, physiotherapist - 2012 – Campbell Gillies - 2015 – トニー・マッコイ - 2016 – Tom O'Ryan - 2017 – Paul Moloney - 2018 – Andrew Thornton - 2019 – Noel Fehily - 2020 – Leighton Aspell - 2021 – Richard Johnson - 2022 – Josh Moore - 2023 - Alan Johns |